# Trinidad Tecson

Gedenkplaat voor Trinidad Tecson

Trinidad Tecson (San Miguel, 18 november 1848 - Manilla, 28 januari 1928) was een Filipijns revolutionair en een van de weinige vrouwen die meevocht in de Filipijnse revolutie. Ze wordt wel aangeduid als de "moeder van Biak-na-Bato" en de "moeder van de Filipijnse Rode Kruis".

## Biografie
Trinidad Tecson werd geboren op 18 november 1848 in San Miguel de Mayumo, tegenwoordig San Miguel in de Filipijnse provincie Bulacan. Ze was het tweede kind uit een gezin van zestien kinderen van Rafael Tecson en Monica Perez. Haar vader was een welgestelde landeigenaar en haar moeder was werkzaam als handelaar.
In 1895 sloot Tecson zich aan bij de vrouwenafdeling van de ondergrondse revolutionaire beweging Katipunan. Na de ontdekking van de beweging en de start van de revolutie vocht ze met de revolutionaire troepen mee in twaalf veldslagen. Later organiseerde ze een groep vrouwen die zich over gewonde Filipijnse soldaten ontfermden. Vanwege haar inzet op dit terrein werd ze later door de Amerikaanse Rode Kruis onderscheiden. In 1899 gaf ze zich over aan de Amerikanen. Haar echtgenoot en twee kinderen kwamen echter gedurende de revolutie om het leven.
Na de revolutie verdiende ze de kost als handelaar in vis, zout, oesters en kreeften. Ze trouwde met Doroteo Santiago en hertrouwde na diens dood een derde maal met Francisco Empainado. Trinidad Tecson overleed in 1928 op 79-jarige leeftijd in het Philippine General Hospital in Manilla. Ze werd begraven tussen andere veteranen op het Cemeterio del Norte in Manilla.